# 特尼斯福斯特
特尼斯福斯特（德語：Tönisvorst）是德国北莱茵-威斯特法伦州的一个市镇。总面积44.33平方公里，总人口29671人，其中男性14384人，女性15287人（2011年12月31日），人口密度669人/平方公里。

## 友好城市
- 法國 塞镇